# Sercho
Sercho, pseudonimo di Valerio Apa (Roma, 25 giugno 1993), è un cantante italiano.

## Carriera
Debutta come membro del gruppo romano NSP, pubblicando l'EP Unhappy EP, il 2 ottobre 2011, che vede la collaborazione dei collega Lowlow. Nel 2012 il gruppo ha pubblicato il mixtape Socia Mixtape, il progetto ha raggiunto il soldout delle copie fisiche in poche settimane. Il progetto avrà una ristampa pubblicata il 2 gennaio 2013. La collaborazione tra Lowlow e Sercho si rinnoverà nello stesso anno con la uscita dell'album Per sempre, che raggiunge la 50ª posizione della Classifica FIMI Album, per la sua promozione, i due hanno intrapreso un tour in giro per l'Italia di oltre trenta date. Il 27 aprile 2014 ha pubblicato il mixtape 3Vis Vol.1, in download gratuito, a cui segue 3Vis2, suo secondo mixtape pubblicato a giugno 2016. Nel 2015 ha pubblicato il suo album di debutto Radio Zero, che ha debuttato nella 30ª posizione della Classifica degli album italiani FIMI. Nel 2017 pubblica il suo secondo album Temporale, che presenta collaborazioni del calibro di Mostro, Gemitaiz, Ultimo e Moderup. Nel 2019 non rinnova il contratto con Honiro Label e prosegue da indipendente rilasciando diversi singoli.Nel 2021 ha pubblicato il terzo album Ser, che presenta produzioni di PK.

## Discografia

### Album in studio
- 2013 – Per sempre (con Lowlow)
- 2015 – Radio Zero
- 2017 – Temporale
- 2021 – Ser

### Mixtape
- 2014 – 3vis Mixtape Vol.1
- 2016 – 3vis2

### EP
- 2011 – Unhappy EP